# Ahari
Pour les articles homonymes, voir Aari (homonymie).

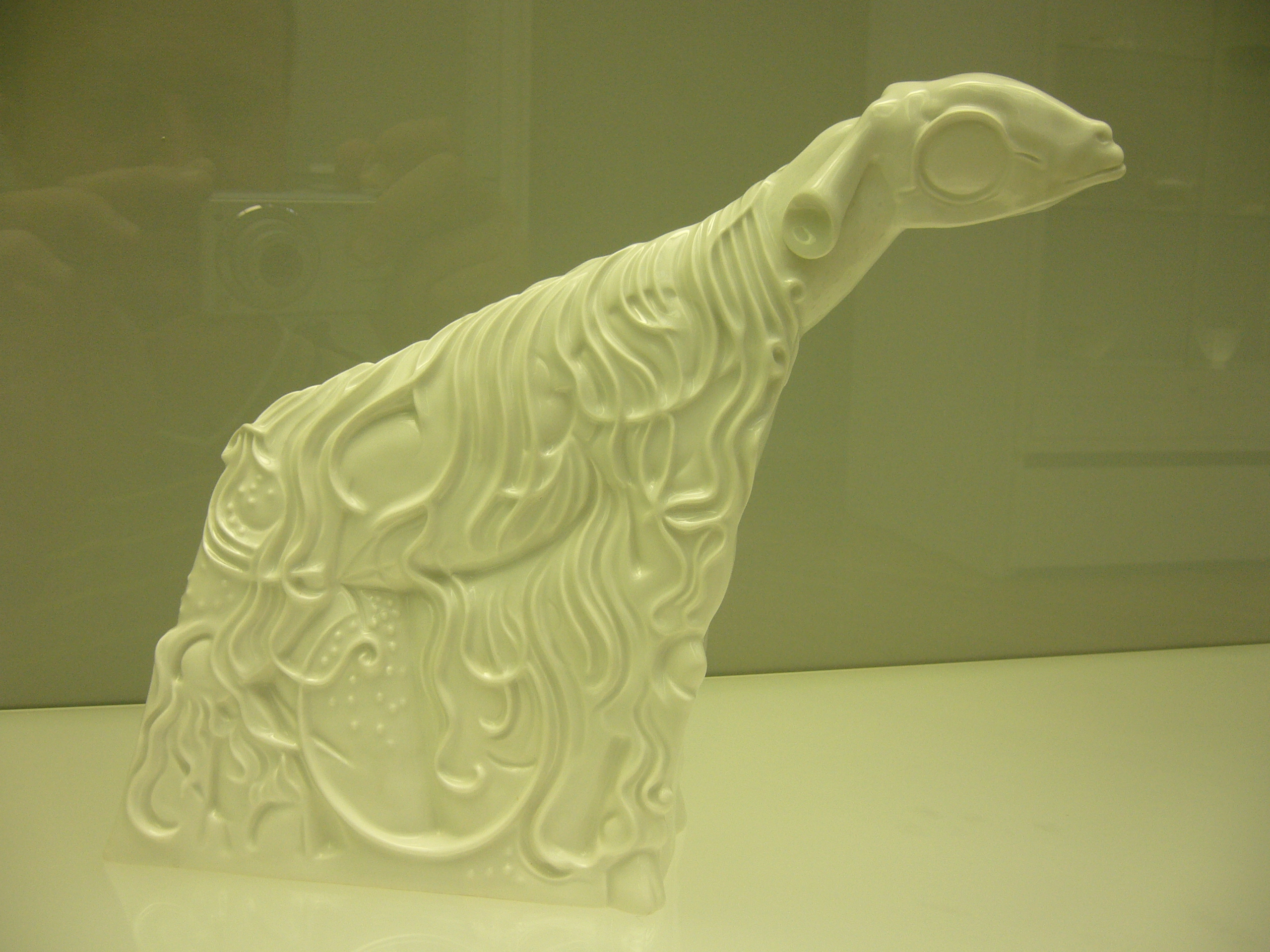
Statue de Ahari dans un musée de Berlin

Ahari ou Aari est un « bélier » dans la mythologie basque et un des génies nocturnes subalternes de Mari,.

## Étymologie
Ahari signifie « bélier » en basque. Le suffixe a désigne l'article : aharia se traduit donc par « le bélier ».

## Légende
Ahari est l'un des irelu, génie nocturne du Pays basque, tantôt sous la forme d'une femme ou d'un enfant, tantôt sous la forme d'un animal, qui vit dans la célèbre grotte d'Okina en Alava, qui avait la forme d'un bélier. En général, les béliers "irelu" qui vivent dans les grottes sont des servants de Mari. Cette dernière utilise le corps du bélier comme oreiller pour dormir et ses cornes comme rouet pour filer.
Mari utilise les béliers aussi comme bêtes de somme. C'est ce que l'on croit comme dans le cas de la Dame d'Aketegi à Zegama.
Avec les béliers, les moutons sont aussi les protagonistes de certaines langues et croyances. Leur poids est grand dans la mythologie basque et les anciennes croyances. C'est normal compte tenu de l'importance du pastoralisme dans la société agraire du Pays basque.

## Contexte historique
La vie pastorale remonte à très longtemps au Pays basque et va rester pérenne jusqu'à nos jours. La mise en place du mode de vie agro-pastoral arrive tardivement au IIIe millénaire av. J.-C. et il semble que l'activité d'élevage précède l'agriculture dans les Pyrénées car les noms basques concernant les animaux n'ont pas de racines indo-européennes.

## Force basque
Dans les sports ruraux ou herri kirolak, parmi les nombreuses épreuves pastorales, on trouve le combat de béliers (ahari topeka), les concours de chiens de berger (ardi txakurrak) habituellement avec des chiens berger basque (Euskal artzain txakurra) ou la tonte de moutons.